# Porsche 910
Porsche 910 (Carrera 10) — гоночный автомобиль, построенный компанией Porsche, по правилами Международной автомобильной федерации для участия в гоночных состязаниях, в том числе Чемпионате мира по спорткарам в 1966—1968 годах. Являлся развитием модели Porsche 906.
Родстер Porsche 910 Bergspyder был разработан для чемпионата Европы по горным гонкам в Швейцарии, которые выиграл в 1967 и 1968 годах.

## Общая информация
Porsche 910 в отличие от своего предшественника Porsche 906, был первым гоночным автомобилем Porsche, который не был омологирован для дорожной версии.
Porsche 910 построен на основе Porsche 906, от нее были взяты базовая конструкция, двигатель и коробка передач. Требования FIA к омолагции были снова снижены: для модели 904 необходимо было построить минимум 100 автомобилей, для модели 906 было необходимо построить 50 автомобилей, чтобы получить омологацию, на сей раз было необходимо построить всего 35 экземпляров.

## Разработка модели

### Кузов
Кузов Porsche 910 был сделан из пластика и приклеен к раме. Аэродинамическая форма была схожа, за исключением нескольких различий, с кузовом Porsche 906. При этом двери открывались вперед, тогда как на  Porsche 906 и иных спортивные автомобили того периода открывались вверх. Автомобили имели форму кузова тарга, получившей название от гонки, в которой они участвовали - Targa Florio. Между дверями, рамкой лобового стекла и задней переборкой устанавливалась небольшая съемная стеклопластиковая крыша. Но обычно пилоты ездили без нее. Еще одной отличительной чертой между этими двумя моделями был капот двигателя, который был изготовлен из прозрачного плексигласа. В Porsche 910 имелось место для двух человек и он был разработан как автомобиль с левым расположением руля.
В 1967 году Porsche построил ряд машин с восьмицилиндровым двигателем вместо шестицилиндрового.

### Подвеска
Шасси Porsche 910 было переработано в сравнении с Porsche 906. Автомобиль имел независимую подвеску колес с поперечными рычагами, а также поперечные распорки спереди и сзади. В подвеске использовались пружины с прогрессивной характеристикой и гидравлические телескопические амортизаторы, а также передние и задние стабилизаторы поперечной устойчивости, которые уменьшали крен автомобиля в поворотах.
Дисковые тормоза с гидравлическим приводом были разделены на переднюю и заднюю цепи двухконтурной системой. Распределение тормозного усилия можно регулировать и адаптировать к требованиям водителя и маршрута. В машинах с 8-цилиндровым двигателем компания использовала передние вентилируемые тормозные диски, вместо стандартных тормозных дисков Targa Florio 1967 года. Чтобы сэкономить время смены тормозных колодок, компания в конце сезона 1967 года представила так называемые тормоза с быстрой заменой колодок, которые можно было бы заменить, просто сжав пружины на тормозных колодках. Разработчики добились значительной экономии веса, перейдя с 15-дюймовых колес на 13-дюймовые. Ранее использовались 15-дюймовые стальные диски, которые использовались на Porsche 906 и крепились с помощью пяти колесных гаек. Porsche 910 получил более легкие 13-дюймовые литые колеса из магниевого сплава с центральным креплением, которые крепились с помощью шестигранной гайки из легкого сплава. Использовались шины шириной 5,25 дюймов на дисках 8J × 13 спереди и шины шириной 7 дюймов  на дисках 9,5J × 13 сзади, как в Формуле 1.

### Двигатель и трансмиссия
Первые Porsche 910, также как и Porsche 906, были оснащены 2,0-литровым шестицилиндровым двигателем типа 901 в 1966 году. Как было принято в то время в Porsche, двигатель имел воздушное охлаждение с осевым вентилятором, ГРМ с верхним распределительным валом с цепной передачей на каждый ряд цилиндров и был оснащен механической системой впрыска топлива. Двигатель имел степень сжатия 10,3: 1 и мощность 162 кВт (220 л. с.) при скорости вращения 8000 / мин. Год спустя, некоторые автомобили участвовали в Targa Florio с 2,2-литровым восьмицилиндровым двигателем с воздушным охлаждением типа 771 вместо шестицилиндрового двигателя . Данный тип двигателя также использовался ранее в Porsche 906 году в различных гонках. Для того, чтобы обеспечить низкий вес двигателя, многие компоненты двигателя были изготовлены из легких сплавов. Блок цилиндров был специально изготовлен из магниевого сплава. Головки цилиндров были сделаны из легкого металла. Полностью собранный двигатель весил 145 кг, всего на 10 кг больше, чем шестицилиндровый двигатель. Как и базовая модель, двигатель имел верхние распредвалы. Степень сжатия составила 10,2:1, а максимальная мощность 198 кВт (270 л. с.) при 8600 об / мин. Другими техническими особенностями двигателя были смазка с сухим картером, система механического впрыска Bosch и двойное транзисторное зажигание. Свечи зажигания имели платиновые электроды.
Для передачи мощности на заднюю ось Porsche использовал полностью синхронизированную пятиступенчатую механическую коробку передач типа 906, которая была взята от серийного Porsche 911.

## Porsche 910 Bergspyder (1967—1968)

#### Кузов
Porsche 910 Bergspyder, использовавшийся на чемпионате Европы по горным гонкам в 1966-1968 годах, наиболее отчетливо отличался кузовом от купе, использовавшемуся на чемпионате мира среди спортивных автомобилей. При строительстве разработчики использовали много легких материалов, чтобы снизить вес автомобиля. Трубчатая рама была сделана из алюминия вместо обычной стали. Внешняя оболочка корпуса была сделана из очень тонкого пластика и не имела дверей. Водитель сидел в открытой кабине с низким ветровым стеклом и без крыши.

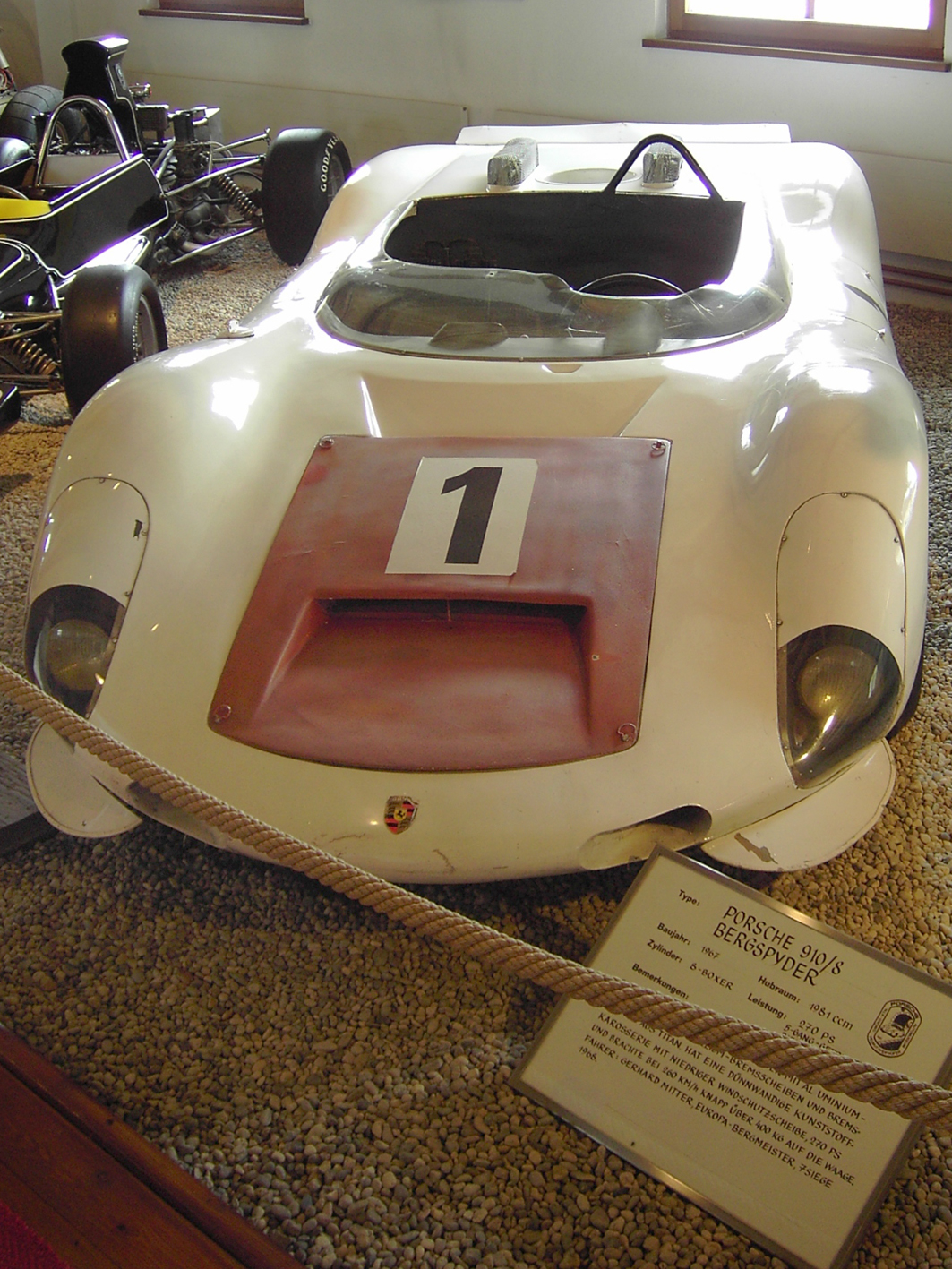
Гоночный родстер Porsche 910 Bergspyder в музее.

В 1967 году сзади был установлен непрерывный спойлер, управляемый от подвески колес, чтобы увеличить контактное давление при входе в повороты. В следующем году он был заменен двумя отдельными спойлерами слева и справа, которые также были управлялись от подвесок колес, и делали это по-разному, в зависимости от степени, в которой колеса были сброшены или нагружены при отбое или отскоке.
Вместе с другими облегченными деталями,  изготовленными из титана, и такими мерами, как использование небольшого топливного бака, вмещающего всего 15-16 литров бензина, Porsche Bergspyder весил всего около 500 кг в сезоне 1967 года. В следующем сезоне вес был уменьшен до 450 кг.

#### Подвеска
Шасси и шины были приняты практически без изменений от основной модели. Изпользовались очень легкие тормозные диски из бериллия и тормозные суппорты из титана, сэкономившие по сравнению со стандартными стальными тормозными дисками 14 кг.

#### Двигатель и трансмиссия
Porsche Bergspyder имел восьмицилиндровый оппозитный двигатель с воздушным охлаждением типа 771, который, однако, имел объем двигателя только два литра по сравнению с купе и был построен из более легких компонентов. Он выдавал 198 кВт (270 л. с.) при скорости вращения коленвала 8800 об / мин. Степень сжатия составляла 10,5:1 и была выше, чем у стандартного восьмицилиндрового 2,2-литрового двигателя.
Чтобы уменьшить вес, инженеры также отказались от генератора переменного тока и вместо этого использовали батарею из серебряно-цинковых элементов, которая обеспечивала питание системы зажигания для коротких горных гонок.

## Гоночная история

### 1966 — Первое участие в горных гонках
Porsche 910 дебютировал в гонках 28 августа 1966 года в Швейцарии на горной гонке Сьерре - Кран-Монтана. В гонке Герхард Миттер и Ханс Херрман довели автомобиль-купе до второго и третьего места в общем зачете. Итальянец Людовико Скарфиотти занял первое место с Ferrari Dino 206P.

### 1967 — победа в Европейском чемпионате по горным гонкам и Чемпионат мира
В 1967 году команда Porsche в основном использовала купе 910, которое уже было испытано в предыдущем году, в дополнение к  Porsche 906 в гонках на выносливость на Чемпионате мира по спортивным автомобилям.

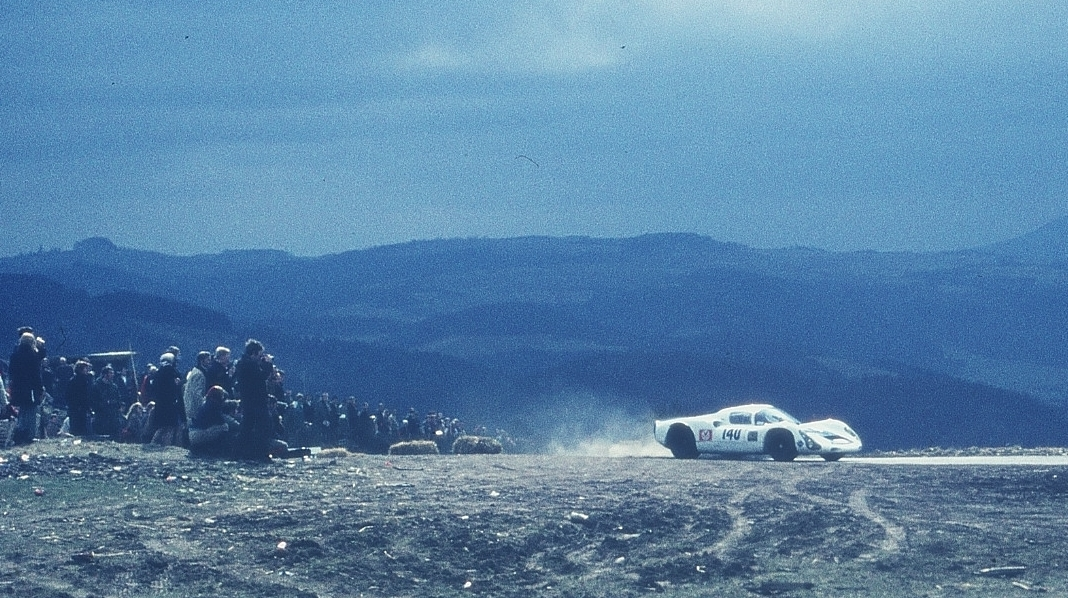
Porsche 910 участвует в горных гонках в 1969 году.

На гонках 24 часа Дейтоны Ханс Херрман и Йо Зифферт вывели машину на четвертое место после более мощного Ferrari 330P4 и к победе в классе прототипов до 2 литров. В Себринге на 12-часовой гонке американец Мерлин Гудвин «Скутер» Патрик и Герхард Миттер заняли третье место в общем зачете и одержали победу в соответствующем классе, а затем Йо Зифферт и Ханс Херрман, финишировали четвертыми. 